# Hung Huang

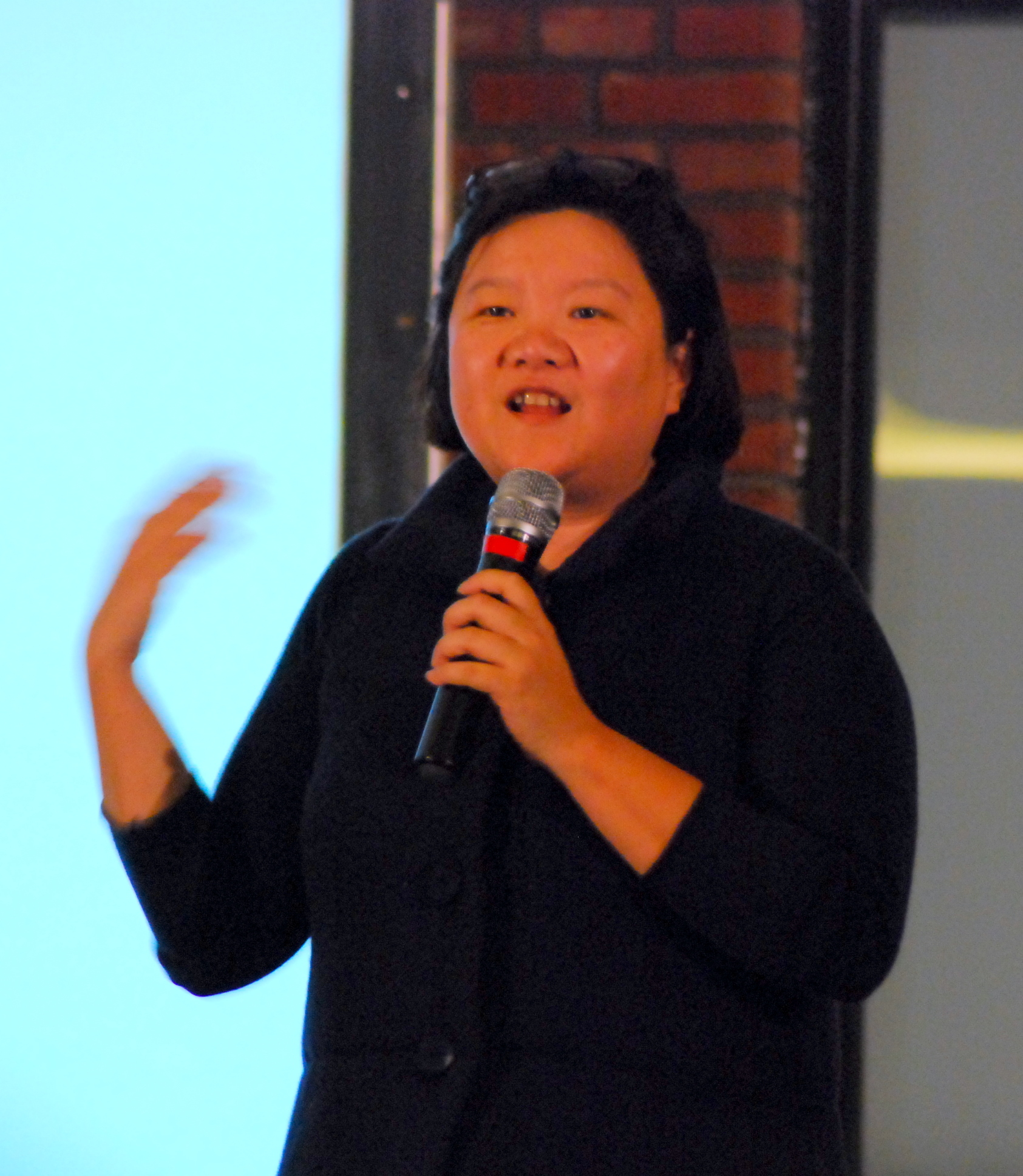
Hung Huang

Hung Huang „Niu” (chiń. 洪晃; pinyin Hóng Huàng; ur. 16 lipca 1962 w Ningbo w Pekinie) – chińska miliarderka, potentatka prasowa, wydawczyni magazynu „iLook”, działaczka społeczna, gospodarz telewizyjny, bloger, pisarka, aktorka, autorka autobiografii.
Jej matką była Zhang Hanzhi (1935–2008), przez wiele lat służyła u boku Mao Zedonga jako osobista tłumaczka, co przysporzyło jej wiele znajomości, natomiast ojczym Qiao Guanhua (1913–1983) sprawował funkcję ministra spraw zagranicznych kraju w latach 1974–1976. Dzięki ich koneksjom Hung Huang po kilku latach nauki opłacanej przez samego Mao ze specjalnego funduszu wspierania rodzin elit komunistycznych władz chińskich ukończyła prestiżowy Vassar College w Nowym Jorku. Po powrocie do ChRL została  w 1987 doradcą inwestycyjnym w wielkiej firmie nadzorowanej przez rząd. Na początku lat 90. przejęła podupadające czasopismo i rozpoczęła jego przebudowę. W owej gazecie – „iLooku” – przedstawiała czytelnikom tematy o stylu życia na Zachodzie. W drugiej połowie lat 90. popularność przyniosła jej takie zyski, że kupiła licencje na kolejne tytuły (m.in. „Seventeen” – amerykańskie pismo dla nastolatków – i „Time Out”, przewodnik po nocnym i kulturalnym życiu wielkich miast) i rozpoczęła ich wydawanie w chińskich wersjach. Cieszy się przydomkiem „chińskiej Anny Wintour” dzięki zamieszczaniu recenzji i opinii ze kolekcji znanych kreatorów mody.
Prywatnie kolekcjonuje dzieła sztuki chińskiej i jest bezdzietna z wyboru, żyjąc z konkubentem w luksusowej rezydencji podpekińskiej. Opowiada się za liberalizmem i wolnym rynkiem, jednak nie jest przeciwna obecnym rządom komunistycznym.